# Melchiorre Ferraiolo

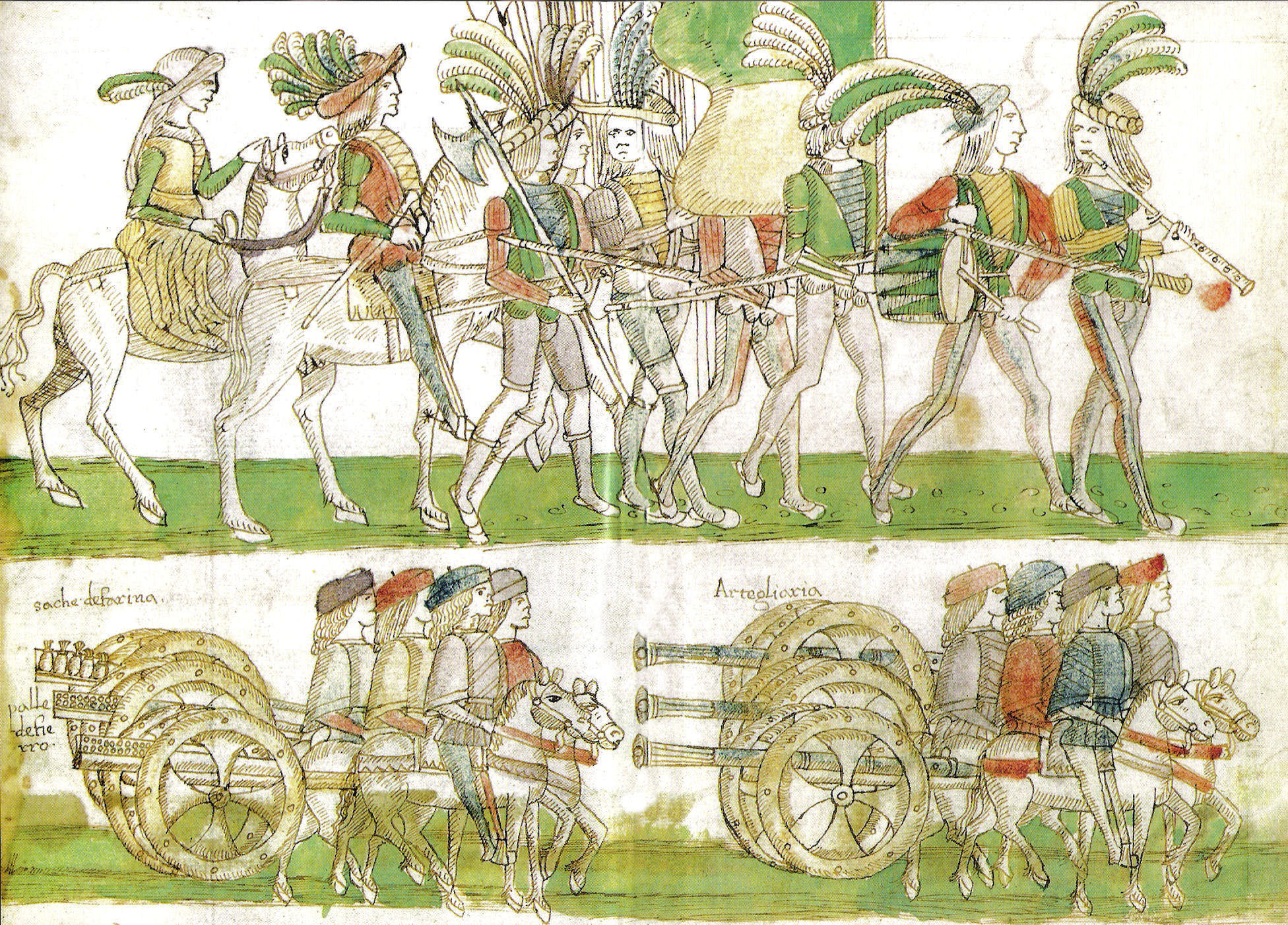
Le truppe francesi di Carlo VIII entrano a Napoli, il 22 febbraio 1495, ill. dalla Cronaca figurata di Melchiorre Ferraiolo

Melchionne (o Melchiorre) Ferraiolo (1443 circa – 1498 circa) fu un cronista napoletano tardo medievale, attivo nella seconda metà del Quattrocento, di cui è conosciuta una sola opera, la Cronaca del Ferraiolo, una cronaca illustrata tramandata da un solo testimone, un codice napoletano, illustrato da miniature, dimostratosi autografo, conservato presso la Pierpont Morgan Library di New York.

## Biografia
Quasi nulla si sa della sua vita, tranne che era figlio di un tale Francesco, come egli stesso dichiara nella sua cronaca.
Vari sono stati i tentativi, nessuno dei quali risolutivo, per identificare il personaggio, o almeno porlo in relazione con personaggi o famiglie risultanti dagli archivi dell'epoca. Riccardo Filangieri, nella prefazione alla sua edizione, ha suggerito una possibile ascrizione dell'autore a una cerchia di esponenti di una famiglia orafa, attiva a Napoli tra la seconda metà del Quattrocento e fino al Cinquecento e di cui emergono dai documenti i nomi di un Giovanni e di un Leonardo.
Non cogente è giudicata poi la relazione, ipotizzata da Rosario Coluccia, con omonimi da lui rintracciati tra gli atti prodotti dalla Cancelleria aragonese nell'ultimo ventennio del Quattrocento.
Più plausibile, ma nemmeno questa definitiva, è ritenuta l'identificazione, a opera di Nicola Vacca, con Melchiorre Ferraiolo, servitore "fidele" del Re di Napoli Federico d'Aragona.

## LaCronaca figurata del Quattrocento

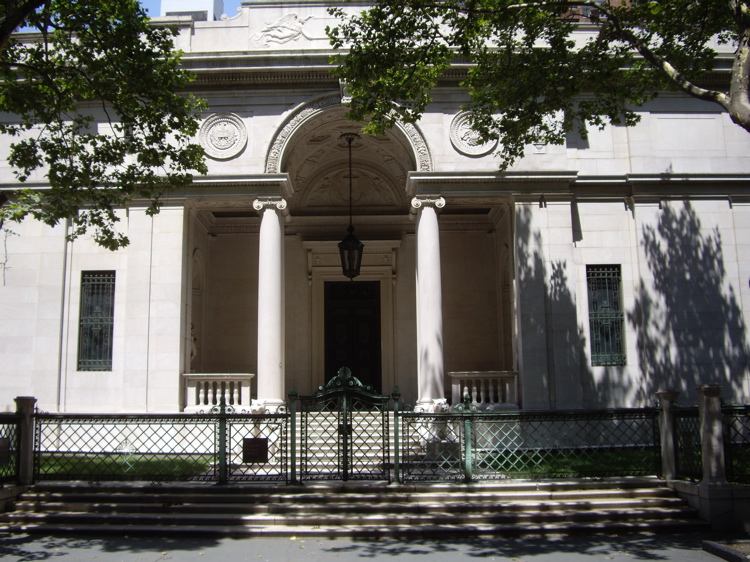
La Pierpont Morgan Library, presso cui è custodito l'autografo e unico testimone della Cronaca del Ferraiolo

Pubblicata in edizione commentata da Riccardo Filangieri di Candida nel 1956, la Cronaca figurata del Ferraiolo ha ricevuto un'edizione critica nel 1987, a opera di Rosario Coluccia.

### Edizioni
- Riccardo Filangieri di Candida, Una cronaca napoletana figurata del Quattrocento, Accademia di architettura, lettere e belle arti, L'Arte tipografica, Napoli, 1956.
- Ferraiolo, Cronaca, edizione critica a cura di Rosario Coluccia, Firenze, Accademia della Crusca, 1987.